# باران شیطان
باران شیطان (به انگلیسی: The Devil's Rain) فیلمی است محصول سال ۱۹۷۵ و به کارگردانی رابرت فوست است. در این فیلم بازیگرانی همچون ویلیام شاتنر، ارنست بورگناین، تام اسکریت، ادی آلبرت، جان تراولتا، انتان لاوی، آیدا لوپینو و کینن وین ایفای نقش کرده‌اند.